# جيمس نيل (اكاديمي)
جيمس جي. نيل (بالإنجليزية: James G. Neal) هو أمين مكتبة وأكاديمي أمريكي بارز، شغل مناصب قيادية في العديد من المؤسسات الأكاديمية والمكتبية في الولايات المتحدة. يُعرف على نطاق واسع بسبب عمله كـعميد مكتبات جامعة كولومبيا، وكرئيس جمعية المكتبات الأمريكية (ALA) من 2017 إلى 2018.

## المسيرة المهنية
عمل نيل في مؤسسات أكاديمية مرموقة، منها:
- جامعة كولومبيا – حيث شغل منصب نائب رئيس الجامعة وعميد المكتبات.
- جامعة جونز هوبكنز
- جامعة إنديانا
- جامعة ولاية نيويورك في ستوني بروك

ركز خلال مسيرته على إدارة المكتبات الرقمية، وحرية الوصول إلى المعلومات، وسياسات حقوق النشر، وكان من الداعمين الأوائل لمفاهيم الوصول المفتوح في البحث العلمي.

## رئاسة جمعية المكتبات الأمريكية
في عام 2017، تولى جيمس جي. نيل رئاسة جمعية المكتبات الأمريكية (ALA). وخلال فترة رئاسته، ركز على:
- تعزيز دور المكتبات كمساحات ديمقراطية ومفتوحة
- الدفاع عن حقوق المستخدمين في الوصول إلى المعلومات
- دعم الابتكار في خدمات المكتبات والتقنيات الرقمية

## الجوائز والتكريم
حصل نيل على العديد من الجوائز والتكريمات، منها:
- جائزة Lippincott Award من جمعية المكتبات الأمريكية
- وسام الشرف من جمعية المكتبات الأكاديمية والبحثية (ACRL)
- زمالة عدد من الجمعيات المهنية في مجال المكتبات والمعلومات

## الانخراط الدولي
شارك نيل أيضًا في جهود دولية لتطوير السياسات المكتبية، وعمل مستشارًا في برامج دولية تتعلق بتقنيات المكتبات، وأشرف على مبادرات شراكة بين مكتبات أمريكا الشمالية ونظيراتها في أوروبا وآسيا.